# Tephrina inconspicuaria
Tephrina inconspicuaria là một loài bướm đêm trong họ Geometridae.